# Campionato mondiale di hockey su pista Under-20 2005
Il Campionato mondiale di hockey su pista Under-20 2005 è stata la seconda edizione della massima competizione per le rappresentative Under-20 di hockey su pista maschili maggiori e fu organizzata dalla Fédération Internationale de Roller Sports. La competizione si svolse dal 26 novembre al 3 dicembre 2005 a Malargüe in Argentina. 
La vittoria finale è andata alla nazionale dell'Argentina che si è aggiudicata il torneo per la prima volta nella sua storia.

## Formula
Il campionato del mondo Under-20 2005 vide la partecipazione di dieci squadre nazionali e fu strutturato in due fasi distinte. Nella prima fase le squadre furono divise in due gironi da cinque selezioni ciascuno; tali gironi furono organizzati tramite un girone all'italiana con gare di sola andata; erano assegnati due punti per l'incontro vinto, un punto a testa per l'incontro pareggiato e zero la sconfitta. Al termine della prima fase le prime tre selezioni nazionali di ogni gruppo uno spareggio per determinare la composizioni dei gironi finali. La fase finale venne strutturata su tre gironi, disputati sempre con la formula del tramite un girone all'italiana con gare di sola andata, per l'assegnazione del titolo.

## Squadre partecipanti
| Squadra     | Part. Nº | Partecipazioni precedenti al torneo |
| ----------- | -------- | ----------------------------------- |
| Argentina   | 2        | 2003                                |
| Australia   | 2        | 2003                                |
| Brasile     | 1        | Esordiente                          |
| Cile        | 1        | Esordiente                          |
| Colombia    | 2        | 2003                                |
| Germania    | 1        | Esordiente                          |
| Inghilterra | 2        | 2003                                |
| Spagna      | 1        | Esordiente                          |
| Stati Uniti | 2        | 2003                                |
| Uruguay     | 2        | 2003                                |

Nota bene: nella sezione "partecipazioni precedenti al torneo" le date in grassetto indicano la squadra che ha vinto quell'edizione del torneo

## Svolgimento del torneo

### Prima fase

#### Girone A
| Pos | Squadra     | Pt | G | V | N | P | GF | GS | DG  |
| --- | ----------- | -- | - | - | - | - | -- | -- | --- |
| 1.  | Argentina   | 12 | 4 | 4 | 0 | 0 | 44 | 0  | +44 |
| 2.  | Germania    | 9  | 4 | 3 | 0 | 1 | 14 | 12 | +2  |
| 3.  | Brasile     | 6  | 4 | 2 | 0 | 2 | 25 | 6  | +19 |
| 4.  | Colombia    | 3  | 4 | 1 | 0 | 3 | 14 | 22 | -8  |
| 5.  | Stati Uniti | 0  | 4 | 0 | 0 | 4 | 8  | 65 | -57 |

| Malargüe 26 novembre 2005 | Argentina | 12 – 0 | Colombia |  |

| Malargüe 27 novembre 2005 | Argentina | 21 – 0 | Stati Uniti |  |

| Malargüe 27 novembre 2005 | Germania | 10 – 4 | Stati Uniti |  |

| Malargüe 27 novembre 2005 | Brasile | 4 – 0 | Colombia |  |

| Malargüe 28 novembre 2005 | Argentina | 4 – 0 | Brasile |  |

| Malargüe 28 novembre 2005 | Brasile | 0 – 1 | Germania |  |

| Malargüe 28 novembre 2005 | Colombia | 13 – 3 | Stati Uniti |  |

| Malargüe 29 novembre 2005 | Argentina | 7 – 0 | Germania |  |

| Malargüe 29 novembre 2005 | Colombia | 1 – 3 | Germania |  |

| Malargüe 29 novembre 2005 | Brasile | 21 – 1 | Stati Uniti |  |

#### Girone B
| Pos | Squadra     | Pt | G | V | N | P | GF | GS | DG  |
| --- | ----------- | -- | - | - | - | - | -- | -- | --- |
| 1.  | Spagna      | 12 | 4 | 4 | 0 | 0 | 48 | 1  | +47 |
| 2.  | Cile        | 9  | 4 | 3 | 0 | 1 | 55 | 11 | +44 |
| 3.  | Inghilterra | 6  | 4 | 2 | 0 | 2 | 13 | 23 | -10 |
| 4.  | Australia   | 3  | 4 | 1 | 0 | 3 | 14 | 34 | -20 |
| 5.  | Uruguay     | 0  | 4 | 0 | 0 | 4 | 4  | 65 | -61 |

| Malargüe 26 novembre 2005 | Inghilterra | 7 – 3 | Uruguay |  |

| Malargüe 27 novembre 2005 | Australia | 0 – 15 | Spagna |  |

| Malargüe 27 novembre 2005 | Cile | 31 – 1 | Uruguay |  |

| Malargüe 27 novembre 2005 | Australia | 2 – 5 | Inghilterra |  |

| Malargüe 28 novembre 2005 | Colombia | 1 – 8 | Spagna |  |

| Malargüe 28 novembre 2005 | Cile | 9 – 1 | Inghilterra |  |

| Malargüe 28 novembre 2005 | Australia | 11 – 0 | Uruguay |  |

| Malargüe 29 novembre 2005 | Inghilterra | 0 – 9 | Spagna |  |

| Malargüe 29 novembre 2005 | Spagna | 16 – 0 | Uruguay |  |

| Malargüe 29 novembre 2005 | Australia | 1 – 14 | Cile |  |

#### Barrages
| Malargüe 1º dicembre 2005 | Argentina | 12 – 0 | Inghilterra |  |

| Malargüe 1º dicembre 2005 | Spagna | 3 – 1 | Brasile |  |

| Malargüe 1º dicembre 2005 | Germania | 1 – 7 | Cile |  |

### Fase finale

#### Girone 1º/3º posto
| Pos | Squadra   | Pt | G | V | N | P | GF | GS | DG |
| --- | --------- | -- | - | - | - | - | -- | -- | -- |
| 1.  | Argentina | 6  | 2 | 2 | 0 | 0 | 5  | 1  | +4 |
| 2.  | Spagna    | 3  | 2 | 1 | 0 | 1 | 5  | 2  | +3 |
| 3.  | Cile      | 0  | 2 | 0 | 0 | 2 | 1  | 8  | -7 |

| Malargüe 2 dicembre 2005 | Argentina | 3 – 1 | Cile |  |

| Malargüe 3 dicembre 2005 | Cile | 0 – 5 | Spagna |  |

| Malargüe 3 dicembre 2005 | Argentina | 2 – 0 | Spagna |  |

#### Girone 4º/6º posto
| Pos | Squadra     | Pt | G | V | N | P | GF | GS | DG |
| --- | ----------- | -- | - | - | - | - | -- | -- | -- |
| 4.  | Brasile     | 6  | 2 | 2 | 0 | 0 | 9  | 0  | +9 |
| 5.  | Germania    | 1  | 2 | 0 | 1 | 1 | 0  | 1  | -1 |
| 6.  | Inghilterra | 1  | 2 | 0 | 1 | 1 | 0  | 8  | -8 |

| Malargüe 2 dicembre 2005 | Inghilterra | 0 – 0 | Germania |  |

| Malargüe 3 dicembre 2005 | Brasile | 1 – 0 | Germania |  |

| Malargüe 3 dicembre 2005 | Brasile | 8 – 0 | Inghilterra |  |

#### Girone 7º/10º posto
| Pos | Squadra     | Pt | G | V | N | P | GF | GS | DG  |
| --- | ----------- | -- | - | - | - | - | -- | -- | --- |
| 7.  | Colombia    | 9  | 3 | 3 | 0 | 0 | 39 | 6  | +33 |
| 8.  | Australia   | 6  | 3 | 2 | 0 | 1 | 17 | 19 | -2  |
| 9.  | Stati Uniti | 3  | 3 | 1 | 0 | 2 | 13 | 29 | -16 |
| 10. | Uruguay     | 0  | 3 | 0 | 0 | 3 | 6  | 21 | -15 |

| Malargüe 1º dicembre 2005 | Colombia | 10 – 1 | Uruguay |  |

| Malargüe 1º dicembre 2005 | Australia | 9 – 5 | Stati Uniti |  |

| Malargüe 2 dicembre 2005 | Colombia | 17 – 4 | Stati Uniti |  |

| Malargüe 2 dicembre 2005 | Australia | 7 – 2 | Uruguay |  |

| Malargüe 2 dicembre 2005 | Uruguay | 3 – 4 | Stati Uniti |  |

| Malargüe 3 dicembre 2005 | Australia | 1 – 12 | Colombia |  |